# Эолийцы
Эоли́йцы (эоля́не; др.-греч. Αἰολεῖς) — одно из четырёх основных древнегреческих племён. Получили название от легендарного героя Эола, бывшего согласно древнегреческой мифологии одним из сыновей Эллина и считавшегося родоначальником племени.
Согласно традиции, сформулированной ещё Гесиодом, четыре главных племени греческого народа — ионийцы, ахейцы, дорийцы и эолийцы — происходили от двух сыновей Эллина — Дора и Эола — и детей его третьего сына Ксуфа — Ахея и Иона. С точки зрения участия в историческом процессе эолийцы и ахейцы играли второстепенные  роли в сравнении с дорийцами и ионийцами, считающимися главными носителями греческой культуры. К такому же выводу приходит и современная лингвистика, признающая самостоятельное развитие только за дорийскими и ионийскими диалектами; диалекты же прочих племён, относившихся прежде к числу эолийских или ахейских, считаются несамостоятельными и проявляющими близость к одной из двух упомянутых главных групп или смешение их признаков.
Изначально обитали в Фессалии, но после вытеснения дорийцами ахейцев с их земель эолийцы заселили часть брошенных и разрушенных городов Беотии, включая Дельфы, а также Эолиду; оставшиеся в Фессалии стали крепостными — пенестами.
Говорили на эолийских диалектах древнегреческого языка: эгейском (он же азиатский эолийский), фессалийском и беотийском диалектах.